# Talorchestia morinoi
Talorchestia morinoi is een vlokreeftensoort uit de familie van de Talitridae. De wetenschappelijke naam van de soort is voor het eerst geldig gepubliceerd in 2007 door Othman & Azman.